# Фридрих (Арнсберг)
Вижте пояснителната страница за други личности с името Фридрих.
Фридрих I фон Арнсберг (на немски: Friedrich von Arnsberg; Friedrich der Streitbare; * ок. 1075; † 11 февруари 1124) е от 1092 до 1124 г. граф на Графство Арнсберг-Верл.

## Биография
Той е големият син на граф Конрад II фон Верл-Арнсберг (1040 – 1092) и съпругата му Матилда фон Нортхайм, дъщеря на Ото Нортхаймски, херцог на Бавария. Брат му Хайнрих е граф на Ритберг и фогт на епископия Падерборн и е убит 1116 г. в битката при Велфесхолц.
Фридрих е привърженик на император Хайнрих IV. Той е в неговата свита и има голямо влияние в политиката му. По-късно през 1112 г. става привърженик и на император Хайнрих V.
През 1114 г. Фридрих и брат му Хайнрих са съюзници на саксонския херцог Лотар фон Суплинбург против Хайнрих V. По-късно Фридрих се сдобрява с Хайнрих V. През 1120 г. Лотар фон Суплинбург напада територията на граф Фридрих и унищожава замък Рюденбург при Арнсберг.
Понеже няма мъжки наследници със смъртта на Фридрих изчезва родът на графовете на Верл-Арнсберг. Негов наследник е вторият съпруг на дъщеря му Ида, Готфрид фон Куик.

## Фамилия
Фридрих I се жени се за Аделхайд фон Лимбург (ок. 1090 – 6 февруари 1146), дъщеря на херцог Хайнрих I фон Лимбург. Те имат една дъщеря:
- Ида фон Арнсберг или Юта (ок. 1103–сл. 1154), наследничка, омъжена 1) 1120 за граф Готфрид фон Капенберг († 1127) и 2) 1129 за Готфрид фон Куик († сл. 1168), бургграф на Утрехт и от 1132 граф фон Верл-Арнсберг.